# Marie-Antoine Carême
Marie Antoine Carême (Parigi, 8 giugno 1784 – Parigi, 12 gennaio 1833) è stato un cuoco e scrittore francese. A Carême si deve una grande attività di semplificazione e codifica dello stile di cucina noto come haute cuisine, la componente più elaborata della cucina internazionale.

## Biografia
Nacque a Parigi nel 1784, da Marie Jeanne Pascal e Jean Gilbert Careme, poco prima quindi della Rivoluzione francese. Fu abbandonato in tenera età dai suoi indigenti genitori, in un'età compresa tra i 9 ed i 12 anni. Sembra sia certo che la sua famiglia fosse numerosa: pare che i genitori avessero generato fra i 15 ed i 25 figli. Secondo la leggenda, il padre lo portò a pranzo in una trattoria e, saldato il conto, gli disse: "Questi sono gli ultimi soldi che posso spendere per te". Non ebbero mai più modo d'incontrarsi. Da giovanissimo iniziò a lavorare come garzone di cucina in una griglieria parigina in cambio di vitto e alloggio. Nel 1798 divenne apprendista di Sylvain Bailly, un celebre pâtissier il cui negozio era nei pressi del Palais-Royal. Bailly ne riconobbe il talento e l'ambizione.
Carême divenne famoso per i suoi croquembouche e altre pièce montée, elaborate preparazioni di pasticceria, spesso alte oltre un metro, utilizzate come centrotavola e fatte interamente di zucchero, marzapane e prodotti di pasticceria che Bailly esponeva nella vetrina del negozio. Tra di esse vi furono ricostruzioni di templi, piramidi, antiche rovine e altre strutture architettoniche per le quali Carême traeva ispirazione consultando i testi di storia dell'architettura nella vicina Bibliothéque Nationale. Lavorò in proprio creando preparazioni per il diplomatico francese e gourmand Charles Maurice de Talleyrand-Périgord, ma anche per altri membri dell'alta società parigina compreso Napoleone Bonaparte; in questo periodo estese le sue competenze oltre la pasticceria anche alle portate principali.
Napoleone, che era notoriamente indifferente alla buona cucina ma ben conscio dell'importanza delle relazioni sociali nel mondo della diplomazia, nel 1804 diede incarico a Talleyrand di comprare lo Château de Valençay, un'estesa tenuta fuori Parigi, che intendeva utilizzare come luogo per ricevimenti diplomatici. Quando Talleyrand vi si trasferì, portò con sé Carême e lo sottopose immediatamente a una prova: creare il menu per un anno senza ripetere alcun piatto e utilizzando solo prodotti di stagione. Carême superò la prova e completò la sua formazione nelle cucine di Talleyrand.
Dopo la caduta di Napoleone, Carême si recò a Londra dove fu chef de cuisine per il principe reggente, in seguito Giorgio IV. Questi era malato di gotta e lo chef creò per lui un tipo di cucina leggera e gustosa. Ritornato sul continente lavorò per lo Zar Alessandro I a San Pietroburgo e, prima di tornare a Parigi dove era molto famoso, decise di offrire la sua arte al banchiere James Mayer Rothschild. Concluse la sua sfolgorante carriera nel 1829, per aver agio di dedicarsi alla stesura dei cinque volumi sull'haute cuisine, pubblicati nel 1833 col titolo L'arte della Cucina Francese.
Morì il 12 gennaio 1833 all'età di 48 anni a causa delle conseguenze della continua inalazione di fumi di carbone, abituali nelle cucine dell'epoca. Balzac scrisse di lui: "Morì bruciato dal fuoco diretto dei fornelli e dal suo genio". È universalmente considerato il fondatore del concetto di alta cucina. Le sue spoglie riposano nel cimitero di Montmartre.

## Influenza
La prima posizione di prestigio di Carême fu quella di chef de cuisine per Talleyrand che lo incoraggiò a creare un modo nuovo e più raffinato nella preparazione e nella presentazione dei piatti, utilizzando erbe aromatiche fresche, verdure e salse semplici con meno ingredienti. La tavola di Talleyrand divenne famosa durante le trattative che seguirono la caduta di Napoleone e durante il Congresso di Vienna al termine del quale i partecipanti non portarono nelle rispettive patrie solo una nuova mappa dell'Europa, ma anche un nuovo gusto che ben presto si diffuse nell'alta società.
A Carême vengono attribuite molte innovazioni; dall'invenzione del classico cappello da chef francese alla riclassificazione delle salse della cucina francese in gruppi partendo da quattro salse di base. A lui viene anche attribuita la sostituzione del servizio alla francese (in cui vengono servite tutte le portate contemporaneamente) con il servizio alla russa (portate servite seguendo l'ordine stabilito sul menu), ma l'attribuzione di quest'ultima innovazione è controversa a seconda delle fonti.
Carême scrisse diversi testi sulla cucina, il più celebre è L'Art de la Cuisine Française (5 volumi, 1833–34) nel quale sono incluse, oltre a centinaia di ricette, menu, presentazioni, proposte di mise en place, la storia della cucina francese e istruzioni sull'organizzazione della cucina.

## Serie televisiva
Nel 2025, Apple TV+ ha distribuito la serie televisiva Carême, la quale ripercorre la vita dello chef francese.